# Gare de Wimille - Wimereux
Gare de Wimille - Wimereux vasútállomás Franciaországban, Wimereux településen.

## Vasútvonalak
Az állomást az alábbi vasútvonalak érintik:
- Boulogne–Calais-vasútvonal

## Kapcsolódó állomások
A vasútállomáshoz az alábbi állomások vannak a legközelebb:
- Gare de Marquise - Rinxent
- Gare de Boulogne-Tintelleries